# Fabrice Santoro
Fabrice Vetea Santoro (sinh 9 tháng 12 năm 1972) là một nam vận động viên quần vợt chuyên nghiệp người Pháp đã giải nghệ, thuận tay phải và có thể chơi cả hai tay. Anh sinh tại Tahiti, hòn đảo lớn nhất của quần đảo Polynésie thuộc Pháp.
Santoro thành công nhất ở sự nghiệp đánh đôi. Anh giành được chức vô địch đôi nam giải Úc Mở rộng vào các năm 2003, 2004 và Tennis Masters Cup 2005 cùng với Michaël Llodra, và lọt vào chung kết đôi nam tại Úc Mở rộng 2002, Roland-Garros 2004 và Wimbledon 2006. Anh còn vô địch đôi nam nữ Roland-Garros 2005 với Daniela Hantuchová.
Cùng với khả năng đánh đôi, Santoro còn gây ấn tượng ở thái độ vui vẻ, hoà nhã trên sân đấu và những pha đánh bóng kĩ thuật, giúp anh có được sự hâm mộ đông đảo. Anh có biệt hiệu Phù thủy nhờ có lối đánh đa dạng và sáng tạo.
Santoro có thể chơi cả hai tay ở những cú đánh thuận tay và trái tay. Mặc dù thuận tay phải nhưng thỉnh thoảng anh vẫn có những cú đánh xoáy thuận tay bằng tay trái. Anh có được khả năng này do việc sử dụng những cây vợt cùng trọng lượng trong suốt sự nghiệp của mình. Santoro từng đánh bại nhiều tay vợt số 1 thế giới, trong đó có Andre Agassi và Pete Sampras, và có một thành tích đối đầu ấn tượng trước Marat Safin (hiện tại là 7 thắng 2 thua). Ở tuổi 36, anh hiện là tay vợt nhiều tuổi nhất trong bảng xếp hạng 100 tay vợt nam hàng đầu thế giới của ATP.
Lần tham dự giải Úc Mở rộng 2008 là lần thứ 62 Santoro có mặt ở một Grand Slam quần vợt và phá vỡ kỉ lục của Andre Agassi (61 lần), trở thành vận động viên nam có mặt ở nhiều giải Grand Slam nhất. Cho đến lúc giải nghệ anh đã tham dự tổng cộng 69 Grand Slam (lần cuối cùng ở Giải quần vợt Mỹ Mở rộng 2009).

## Chuyện bên lề
- Santoro từng đánh bại 17 tay vợt từng là số 1 thế giới (Jimmy Connors, Mats Wilander, Boris Becker, Stefan Edberg, Jim Courier, Andre Agassi, Pete Sampras, Thomas Muster, Marcelo Rios, Gustavo Kuerten, Carlos Moya, Pat Rafter, Juan Carlos Ferrero, Marat Safin, Lleyton Hewitt, Andy Roddick và Roger Federer). Với 3 tay vợt khác từng nắm giữ ngôi vị số 1 thế giới mà Santoro đã gặp thì thành tích là thua 6 trận trước Yevgeny Kafelnikov và thua 1 trận trước Ivan Lendl và Rafael Nadal.
- Santoro là người thắng trận đấu kéo dài của kỉ nguyên mở. Tại Roland-Garros 2004, anh thắng người đồng hương Arnaud Clement trong một trận đấu kéo dài tới 6 giờ 33 phút, tỉ số là 6–4, 6–3, 6–7, 3–6, 16–14.
- Anh là vận động viên đầu tiên dẫn đầu bảng xếp hạng ATP Champions Race khi giành thắng lợi ở giải đấu đầu năm tại Doha vào năm 2000, năm công bố bảng xếp hạng này.
- Santoro hâm mộ diễn viên hài người Pháp Michel Colucci.[1]
- Theo trang chủ của ATP thống kê tháng 8 năm 2009, Santoro có số trận thua đơn nhiều nhất (436 trận) trong số tất cả các tay vợt nam từ trước đến nay (còn thi đấu hoặc đã nghỉ). Tuy nhiên tổng thể số trận thắng của anh vẫn nhiều hơn (468 thắng / 436 thua).
- Santoro có một con gái tên Djenae.
- Anh giải nghệ vào cuối mùa giải 2009 tại Giải quần vợt Paris Masters ở quê nhà Paris.

## Thành tích

### Chung kết

#### Đơn

##### Vô địch (14)
| Giải đấu (Đơn)         |
| Grand Slam (0)         |
| Tennis Masters Cup (0) |
| ATP Masters Series (0) |
| ATP Tour (6)           |
| Challengers (8)        |

| Thứ tự | Ngày                 | Giải đấu                | Mặt sân  | Đối thủ            | Tỉ số                  |
| 1.     | 5 tháng 2 năm 1990   | Telford, Anh            | Thảm (i) | Peter Nyborg       | 6–3, 5–7, 6–4          |
| 2.     | 21 tháng 10 năm 1991 | Brest, Pháp             | Cứng (i) | Cédric Pioline     | 6–4, 7–5               |
| 3.     | 29 tháng 8 năm 1994  | Merano, Ý               | Đất nện  | Sergio Cortés      | 6–1, 6–0               |
| 4.     | 5 tháng 9 năm 1994   | Venice, Ý               | Đất nện  | Emilio Sánchez     | 7–5, 3–6, 6–1          |
| 5.     | 21 tháng 7 năm 1997  | Newcastle, Anh          | Đất nện  | Sébastien Grosjean | 2–6, 6–3, 6–3          |
| 6.     | 13 tháng 10 năm 1997 | Lyon, Pháp              | Thảm (I) | Tommy Haas         | 6–4, 6–4               |
| 7.     | 1 tháng 2 năm 1999   | Marseille, Pháp         | Cứng (i) | Arnaud Clément     | 6–3, 4–6, 6–4          |
| 8.     | 3 tháng 1 năm 2000   | Doha, Qatar             | Cứng     | Rainer Schüttler   | 3–6, 7–5, 3–0 bỏ cuộc. |
| 9.     | 25 tháng 2 năm 2002  | Dubai, UAE              | Cứng     | Younes El Aynaoui  | 6–4, 3–6, 6–3          |
| 10.    | 26 tháng 4 năm 2004  | Aix-en-Provence, Pháp   | Đất nện  | Arnaud Clément     | 1–6, 7–6(5), 6–3       |
| 11.    | 5 tháng 2 năm 2007   | Bergamo, Ý              | Thảm (I) | Simone Bolelli     | 6–2, 6–1               |
| 12.    | 9 tháng 7 năm 2007   | Newport, Mỹ             | Cỏ       | Nicolas Mahut      | 6–4, 6–4               |
| 13.    | 13 tháng 7 năm 2008  | Newport, Mỹ             | Cỏ       | Prakash Amritraj   | 6–3, 7–5               |
| 14.    | 10 tháng 11 năm 2008 | Dnepropetrovsk, Ukraina | Cứng     | Victor Hanescu     | 6–2, 6–3               |

##### Á quân (9)
| Thứ tự | Ngày                 | Giải đấu                | Mặt sân  | Đối thủ           | Tỉ số                   |
| 1.     | 7 tháng 10 năm 1990  | Toulouse, Pháp          | Thảm (i) | Jonas Svensson    | 7–6, 6–2                |
| 2.     | 8 tháng 2 năm 1993   | Dubai, UAE              | Cứng     | Karel Nováček     | 6–4, 7–5                |
| 3.     | 7 tháng 8 năm 1994   | Kitzbühel, Áo           | Đất nện  | Goran Ivanišević  | 6–2, 4–6, 4–6, 6–3, 6–2 |
| 4.     | 25 tháng 11 năm 1996 | Mauritius               | Cỏ       | Leander Paes      | 7–5, 6–4                |
| 5.     | 10 tháng 1 năm 1998  | Doha, Qatar             | Cứng     | Petr Korda        | 6–0, 6–3                |
| 6.     | 7 tháng 3 năm 1999   | Copenhagen, Đan Mạch    | Cứng (i) | Magnus Gustafsson | 6–4, 6–1                |
| 7.     | 17 tháng 6 năm 2001  | Halle, Đức              | Cỏ       | Thomas Johansson  | 6–3, 6–7, 6–2           |
| 8.     | 22 tháng 9 năm 2003  | Saint-Jean-de-Luz, Pháp | Cứng (i) | Irakli Labadze    | 1–6, 7–6, 6–4           |
| 9.     | 2 tháng 5 năm 2005   | Tunis, Tunisia          | Đất nện  | Gaël Monfils      | 7–5, 3–6, 7–6           |

#### Đôi

##### Vô địch (26)
| Giải đấu (Đôi)         |
| Grand Slam (2)         |
| Tennis Masters Cup (1) |
| ATP Masters Series (3) |
| ATP Tour (18)          |
| Challengers (2)        |

| Thứ tự | Ngày                 | Giải đấu               | Mặt sân    | Đồng đội           | Đối thủ                             | Tỉ số          |
| 1.     | 25 tháng 9 năm 1995  | Palermo, Ý             | Đất nện    | Álex Corretja      | Hendrik Jan Davids Piet Norval      | 6–7, 6–4, 6–3  |
| 2.     | 13 tháng 11 năm 1995 | Đảo Reunion            | Cứng       | Yahiya Doumbia     | Tim Henman Andrew Richardson        | 1–6, 6–3, 6–1  |
| 3.     | 11 tháng 11 năm 1996 | Đảo Reunion            | Cứng       | Hendrik Jan Davids | Donald Johnson Leander Paes         | 6–3, 7–6       |
| 4.     | 20 tháng 7 năm 1998  | Stuttgart, Đức         | Đất nện    | Olivier Delaître   | Joshua Eagle Jim Grabb              | 6–1, 3–6, 6–3  |
| 5.     | 28 tháng 9 năm 1998  | Toulouse, Pháp         | Cứng (nhà) | Olivier Delaître   | Paul Haarhuis Jan Siemerink         | 6–2, 6–4       |
| 6.     | 5 tháng 10 năm 1998  | Basel, Thụy Sĩ         | Cứng (nhà) | Olivier Delaître   | Piet Norval Kevin Ullyett           | 6–3, 7–6       |
| 7.     | 19 tháng 10 năm 1998 | Lyon, Pháp             | Thảm (nhà) | Olivier Delaître   | Tomás Carbonell Phápncisco Roig     | 6–2, 6–2       |
| 8.     | 23 tháng 8 năm 1999  | Long Island, Mỹ        | Cứng       | Olivier Delaître   | Jan-Michael Gambill Scott Humphries | 7–5, 6–4       |
| 9.     | 16 tháng 10 năm 2000 | Toulouse, Pháp         | Cứng (nhà) | Julien Boutter     | Donald Johnson Piet Norval          | 7–6, 4–6, 7–6  |
| 10.    | 12 tháng 2 năm 2001  | Marseille, Pháp        | Cứng (nhà) | Julien Boutter     | Michael Hill Jeff Tarango           | 7–6, 7–5       |
| 11.    | 28 tháng 10 năm 2002 | Paris, Pháp            | Thảm (nhà) | Nicolas Escudé     | Gustavo Kuerten Cédric Pioline      | 6–3, 7–6       |
| 12.    | 13 tháng 1 năm 2003  | Melbourne, Úc          | Cứng       | Michaël Llodra     | Mark Knowles Daniel Nestor          | 6–4, 3–6, 6–3  |
| 13.    | 10 tháng 2 năm 2003  | Marseille, Pháp        | Cứng (nhà) | Sébastien Grosjean | Tomáš Cibulec Pavel Vízner          | 6–1, 6–4       |
| 14.    | 12 tháng 1 năm 2004  | Auckland, New Zealand  | Cứng       | Mahesh Bhupathi    | Jiří Novák Radek Štěpánek           | 4–6, 7–5, 6–3  |
| 15.    | 19 tháng 1 năm 2004  | Melbourne, Úc          | Cứng       | Michaël Llodra     | Bob Bryan Mike Bryan                | 7–6, 6–3       |
| 16.    | 1 tháng 3 năm 2004   | Doha, UAE              | Cứng       | Mahesh Bhupathi    | Jonas Björkman Leander Paes         | 6–2, 4–6, 6–4  |
| 17.    | 2 tháng 5 năm 2005   | Roma, Ý                | Đất nện    | Michaël Llodra     | Bob Bryan Mike Bryan                | 6–4, 6–2       |
| 18.    | 3 tháng 10 năm 2005  | Metz, Pháp             | Cứng (nhà) | Michaël Llodra     | José Acasuso Sebastián Prieto       | 6–2, 3–6, 6–4  |
| 19.    | 24 tháng 10 năm 2005 | Lyon, Pháp             | Thảm (nhà) | Michaël Llodra     | Jeff Coetzee Rogier Wassen          | 6–3, 6–1       |
| 20.    | 7 tháng 11 năm 2005  | Thượng Hải, Trung Quốc | Thảm (nhà) | Michaël Llodra     | Leander Paes Nenad Zimonjić         | 6–7, 6–3, 7–6  |
| 21.    | 9 tháng 1 năm 2006   | Sydney, Úc             | Cứng       | Nenad Zimonjić     | Phápntišek Čermák Leoš Friedl       | 6–1, 6–4       |
| 22.    | 12 tháng 6 năm 2006  | Halle, Đức             | Grass      | Nenad Zimonjić     | Michael Kohlmann Rainer Schüttler   | 6–0, 6–4       |
| 23.    | 2 tháng 10 năm 2006  | Metz, Pháp             | Cứng (nhà) | Richard Gasquet    | Julian Knowle Jürgen Melzer         | 3–6, 6–1, 11-9 |
| 24.    | 9 tháng 10 năm 2006  | Moskva, Nga            | Thảm (nhà) | Nenad Zimonjić     | Phápntišek Čermák Jaroslav Levinský | 6–1, 7–5       |
| 25.    | 26 tháng 2 năm 2007  | Doha. UAE              | Cứng       | Nenad Zimonjić     | Mahesh Bhupathi Radek Štěpánek      | 7–5, 6–7, 10-7 |
| 26.    | 7 tháng 5 năm 2007   | Roma, Ý                | Đất nện    | Nenad Zimonjić     | Bob Bryan Mike Bryan                | 6–4, 6–7, 10-7 |

##### Á quân (18)
| STT. | Ngày                      | Giải                 | Mặt sân    | Đồng đội         | Đối thủ                          | Score                   |
| 1.   | ngày 10 tháng 2 năm 1997  | Marseille, Pháp      | Hard (i)   | Olivier Delaître | Thomas Enqvist Magnus Larsson    | 6–3, 6–4                |
| 2.   | ngày 13 tháng 10 năm 1997 | Lyon, Pháp           | Carpet (i) | Olivier Delaître | Ellis Ferreira Patrick Galbraith | 3–6, 6–2, 6–4           |
| 3.   | ngày 3 tháng 11 năm 1997  | Moscow, Nga          | Carpet (i) | David Adams      | Martin Damm Cyril Suk            | 6–4, 6–3                |
| 4.   | ngày 5 tháng 1 năm 1998   | Doha, Qatar          | Hard       | Olivier Delaître | Mahesh Bhupathi Leander Paes     | 6–4, 3–6, 6–4           |
| 5.   | ngày 10 tháng 8 năm 1998  | Cincinnati, Hoa Kỳ   | Hard       | Olivier Delaître | Mark Knowles Daniel Nestor       | 6–1, 2–1 ret.           |
| 6.   | ngày 14 tháng 1 năm 2002  | Melbourne, Australia | Hard       | Michaël Llodra   | Mark Knowles Daniel Nestor       | 7–6, 6–3                |
| 7.   | ngày 14 tháng 4 năm 2003  | Monte Carlo, Monaco  | Clay       | Michaël Llodra   | Mahesh Bhupathi Max Mirnyi       | 6–4, 3–6, 7–6           |
| 8.   | ngày 5 tháng 5 năm 2003   | Rome, Italy          | Clay       | Michaël Llodra   | Wayne Arthurs Paul Hanley        | 6–1, 6–3                |
| 9.   | ngày 29 tháng 9 năm 2003  | Metz, Pháp           | Hard (i)   | Michaël Llodra   | Julien Benneteau Nicolas Mahut   | 7–6, 6–3                |
| 10.  | ngày 27 tháng 10 năm 2003 | Paris, Pháp          | Carpet (i) | Michaël Llodra   | Wayne Arthurs Paul Hanley        | 6–3, 1–6, 6–3           |
| 11.  | ngày 8 tháng 11 năm 2003  | Houston, Hoa Kỳ      | Hard       | Michaël Llodra   | Bob Bryan Mike Bryan             | 6–7, 6–3, 3–6, 7–6, 6–4 |
| 12.  | ngày 24 tháng 5 năm 2004  | Roland Garros, Pháp  | Clay       | Michaël Llodra   | Xavier Malisse Olivier Rochus    | 7–5, 7–5                |
| 13.  | ngày 21 tháng 2 năm 2005  | Dubai, UAE           | Hard       | Jonas Björkman   | Martin Damm Radek Štěpánek       | 6–2, 6–4                |
| 14.  | ngày 9 tháng 5 năm 2005   | Hamburg, Đức         | Clay       | Michaël Llodra   | Jonas Björkman Max Mirnyi        | 4–6 7–6 7–6             |
| 15.  | ngày 17 tháng 4 năm 2006  | Monte Carlo, Monaco  | Clay       | Nenad Zimonjić   | Jonas Björkman Max Mirnyi        | 6–2, 7–6                |
| 16.  | ngày 26 tháng 6 năm 2006  | Wimbledon, UK        | Grass      | Nenad Zimonjić   | Bob Bryan Mike Bryan             | 6–3, 4–6, 6–4, 6–2      |
| 17.  | ngày 30 tháng 10 năm 2006 | Paris, Pháp          | Carpet (i) | Nenad Zimonjić   | Arnaud Clément Michaël Llodra    | 7–6, 6–2                |
| 18.  | ngày 11 tháng 6 năm 2007  | Halle, Đức           | Grass      | Nenad Zimonjić   | Simon Aspelin Julian Knowle      | 6–4, 7–6                |